# 魏震
魏震（?—?），直隸省天津府天津縣人，清朝政治人物、進士出身。
光緒二十四年（1898年），参加光緒戊戌科殿試，登進士二甲48名。同年五月，以主事分部学习。

## 延伸阅读
[在维基数据编辑]